# Гордо изправен
„Гордо изправен“ (на английски: Walking Tall) е американски екшън филм от 2004 г. на режисьора Кевин Брей, който е римейк на едноименния филм на Морт Брискин през 1973 г. Във филма участват Дуейн Джонсън (известен като „Скалата“), Джони Ноксвил, Нийл Макдоноу, Кристен Уилсън и Ашли Скот.
Издадени са две продължения – „Гордо изправен: Разплатата“ и „Гордо изправен: Лична справедливост“, с участието на Кевин Сорбо.